# مارغريت ميرفي
مارغريت ميرفي (بالإنجليزية: Margaret Degidio Murphy)‏ هي لاعبة هوكي الجليد أمريكية، ولدت في 7 ديسمبر 1961.

## وصلات خارجية
- مارغريت ميرفي على موقع EliteProspects.com (الإنجليزية)
- مارغريت ميرفي على موقع Eurohockey.com (الإنجليزية)